# Oskar Geiges

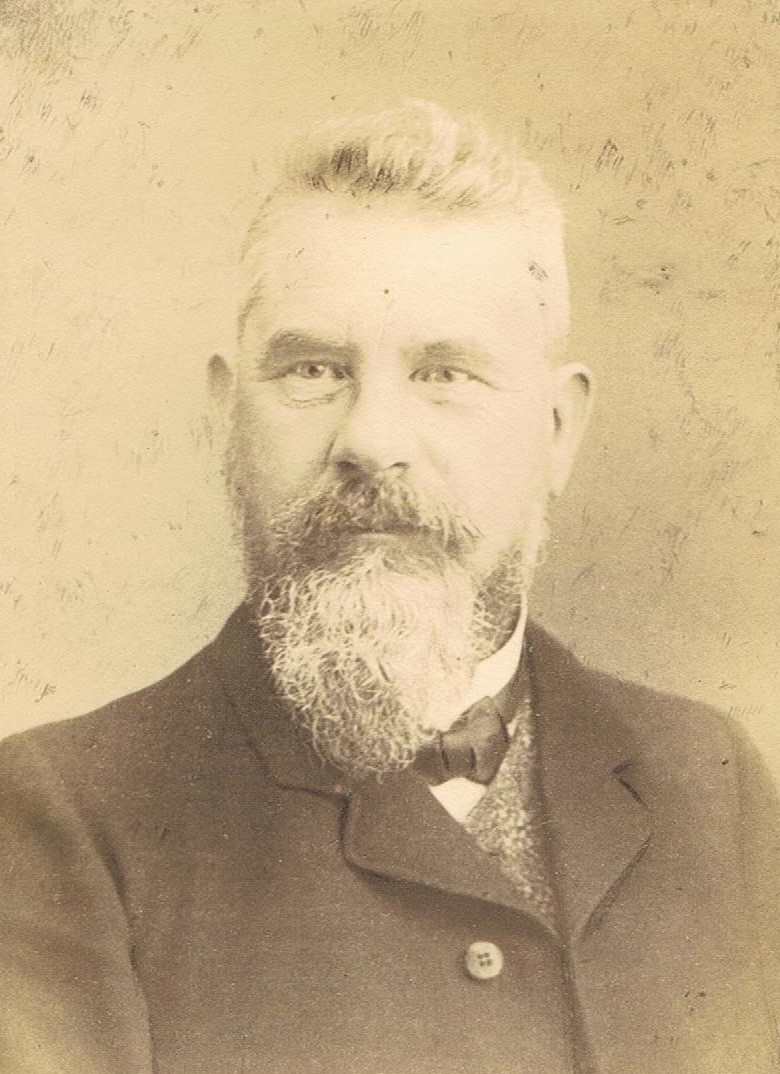
Oskar Geiges (ca. 1899)

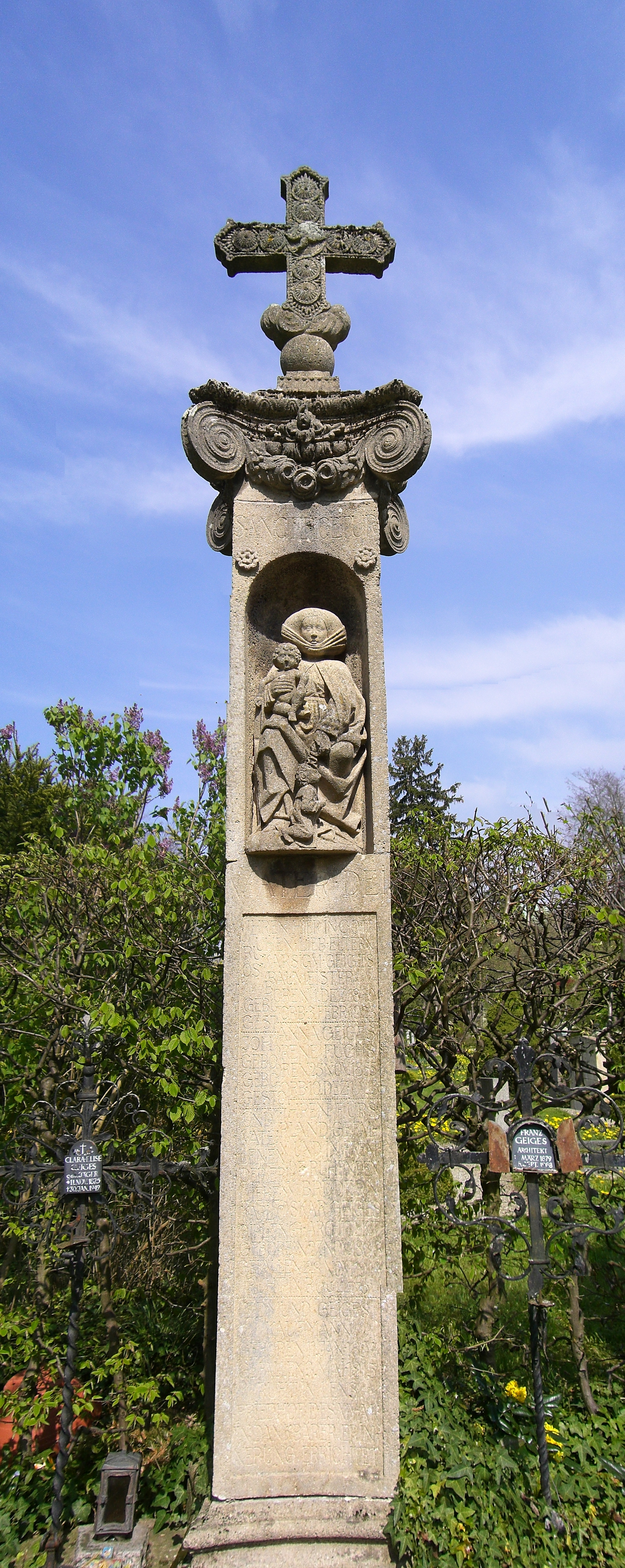
Grabstein auf dem Freiburger Hauptfriedhof

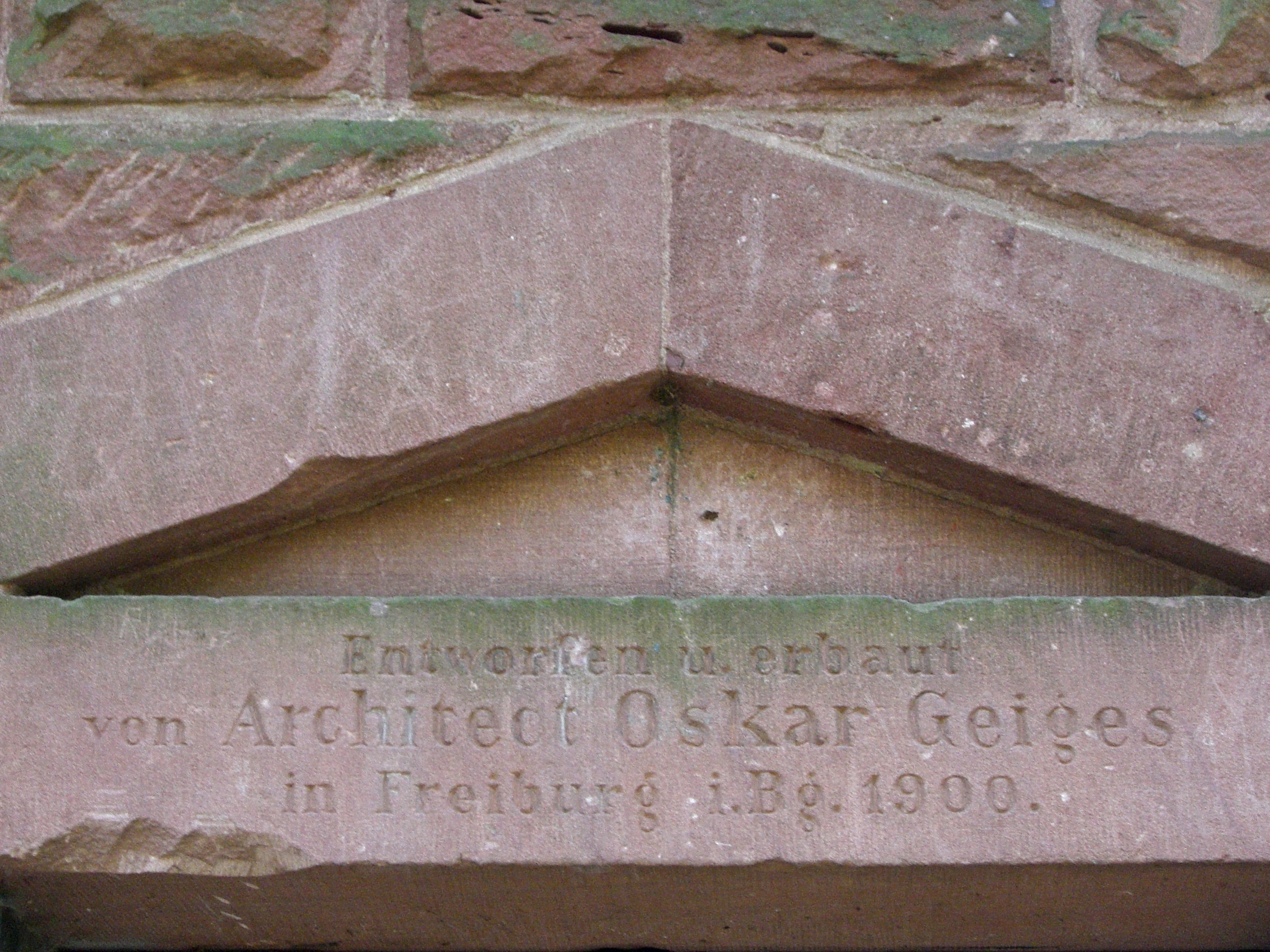
Inschrift am Bismarckturm in Freiburg

Oskar Geiges (* 1. Dezember 1849; † 3. Februar 1923 in Freiburg im Breisgau) war ein deutscher Architekt und Bauunternehmer.
Oskar Geiges war der Sohn des Architekten und späteren Stadtbaumeisters von Freiburg Sigmund Geiges (1810–1898) und dessen zweiter Ehefrau Elisabeth Stein, sein Halbbruder war Fritz Geiges (1853–1935).
Er führte das Architektur- und Baugeschäft Oskar und Franz Geiges in Freiburg, das zahlreiche Bauten besonders im Stadtteil Wiehre errichtete.
1875/77 hatte er die Bauleitung beim Bau der Kirche St. Stephanus in Bremgarten inne. 1880/84 leitete er als Bauverwalter den Umbau des Historischen Kaufhauses in Freiburg. In einer Ausschreibung für den Bau eines Bismarckturms auf dem Freiburger Schloßberg gewann sein Entwurf Ein Flammenzeichen sei’s am Oberrhein! und wurde ab Ende Mai 1900 durch ihn erbaut und am 28. Juli 1900 eingeweiht. 1901 entwarf er für die Familie Mitscherlich eine Grabkapelle im neugotischen Stil auf dem Freiburger Hauptfriedhof.
Oskar Geiges gehörte 1873 zu den Gründungsmitgliedern des Breisgau-Vereins Schau-ins-Land.
Sein Sohn und Mitarbeiter war der Architekt Franz Geiges (1879–1968), sein Enkel der Architekt Hans Geiges (1904–1988).

## Veröffentlichungen
- Schmiedeeisernes Grab-Kreuz auf dem alten Friedhofe in Freiburg. In: Schau in’s Land 2, 1874/75, S. 32 (Digitalisat).
- Erzeugnisse alter Schmiedekunst in Freiburg [Münster]. In: Schau in’s Land 10, 1883, S. 24–26 (Digitalisat).
- Schmiedeeisernes Grabkreuz auf dem alten Friedhof in Freiburg i. B. In: Schau in’s Land 13, 1886/87, S. 42a (Digitalisat).